# 小尖风毛菊
小尖风毛菊（学名：Saussurea mucronulata）是菊科风毛菊属的植物，是中国的特有植物。分布于中国大陆的新疆等地，生长于海拔3,000米的地区，多生在山谷峭壁，目前尚未由人工引种栽培。